# Ди О
До Кьонг-су (на корейски: 도경수), по-познат по сценичното си име Ди О (D.O.), е южнокорейски певец и актьор. Той е най-известен като член и един от основните вокалисти на южнокорейската момчешка група „EXO“. Освен дейностите по неговата група, Ди О участва и в различни телевизионни драми.

## Живот и кариера
Ди О е роден 12 януари, 1993 в Гоянг, провинция Гионги, Южна Корея. Той учи в началното училище „Goyang Poongsan“, средно училище „Baekshin“ и гимназия „Baekseok“. Той има по-голям брат, До Сюнг-су, който е с три години по-голям от него. Ди О започва да пее в начално училище и е запален участник в местни певчески конкурси през цялата си гимназиална кариера.

### Ранен живот
През 2010 г. той бе посъветван да прослуши за SM Entertainment, след като спечели местен певчески конкурс. Впоследствие подписва с компанията през последните си две години в гимназията. Той изпълни „Anticipation“ на Na Yoon-kon и „My Story“ на Brown Eyed Soul в неговото прослушване.
Ди О е представен официално като осмият член на EXO на 30 януари 2012 г. Групата дебютира на 8 април с песента „Mama“. През юли 2013 г. той участва в песента „Goodbye Summer“ от втория студиен албум „Pink Tape“ на f(x). През декември 2013 г. Ди О., заедно с други членове на Exo, БекЙон и Чен, изпяха заглавната песен за второто EP на групата, „Miracles In December“.
През септември 2014 г. Ди О прави своя актьорски дебют с поддържаща роля във филма „Cart“, играейки ученик в гимназията и син на работник на хранителни стоки и член на съюза (изигран от Юм Чонг-а). Филмът е премиерен на Международния филмов фестивал в Торонто през 2014 г. Той също така пуска оригинален саундтрак, озаглавен „Crying Out“ за филма.

### Актьорска кариера
По-късно през 2014 г. Ди О. направи своя дебют на малкия екран, играещ поддържаща роля в драмата на SBS „It’s Okay, That's Love“ в която участва Гонг Хио-джин и Джо Ин-сунг. Ди О е похвален от филмовия критик Хео Джи-Уонг за представянето си в сериала, а по-късно е номиниран за наградата за най-добър нов актьор на 51-вата награда за изкуство „Baeksang“.
През юни 2015 г. Ди О. включен в драмата на KBS „Hello Monster“, играещ психопат. През ноември 2015 г. Ди О беше номиниран за наградата за най-добър поддържащ актьор на 52-ри награди Grand Bell за ролята си на „Tae-young“ в „Cart“.
През януари 2016 г. той е обявен за един от гласовите актьори за анимационен филм „Underdog“, който беше премиерен през 2019 г. Той озвучава „Moongchi“, бездомно куче, което е отделено от собственика си.
Един месец по-кясно, февруари 2016 г. той се сътрудничи с Yoo Young-jin в дует, озаглавен „Tell Me (What is Love)“ за SM Station. Преди това той изпълни кратка версия на песента като самостоятелно изпълнение по време на първото концертно турне на EXO.
По-късно през февруари играе мъжка водеща роля заедно с актрисата Ким Со-Хюн в романтичния филм „Pure Love“. През октомври 2016 г. Ди О участва заедно с Че Сео-Джин в Be Positive, уеб драма, продуцирана от Самсунг Електроникс. Поредицата се превърна в най-гледаната корейска уеб драма на всички времена.
През ноември 2016 г. той. участва заедно с Джо Чонг-Сук и Парк Шин-Хе във филма „My Annoying Brother“, играещ спортист по джудо на национално ниво. Д.О. и Джо Чонг-Сук също записват за филма окончателната песен, озаглавена „Don't Worry“. Той също получи наградата „Най-добър нов актьор“ на Blue Dragon Film Awards година по-късно за представянето си във филма.
През 2017 г. Ди О участва във филма на комедийния трилър „Room No.7“. Същата година той изиграва поддържаща роля във филма на Ким Йонгхуа „Along With The Gods: The Two Worlds“. През 2018 г. участва в „Swing Kids“, филм, поставен в затворнически лагер в Южна Корея по време на Корейската война. Той играе севернокорейски войник, който се влюбва в танци насред целия хаос. Същата година той е излъчен в първата си главна роля на малък екран, играейки престолонаследник в „100 Days My Prince“. Сериалът има търговски успех, превръщайки се в петата най-високо оценена корейска драма в историята на кабелната телевизия. Ди О е награден за най-популярен актьор на 55-а награда за изкуства Baeksang.
Той се записва за задължителната си военна служба на 1 юли 2019 г. и ще завърши службата си през януари 2021 г. Той публикува ръкописно писмо до официалния фен клуб на Exo след новини за плановете си за доброволно записване и пуска соло парче, което той написа съвместно, „That's Okay“, чрез проекта SM Station.

## Дискография
| Заглавие                                    | Година              | Класации            | Класации            | Класации            | Продажби (DL)       | Албум                              |
| Заглавие                                    | Година              | KOR                 | KOR                 | US World            | Продажби (DL)       | Албум                              |
| Заглавие                                    | Година              | Gaon                | Hot 100             | US World            | Продажби (DL)       | Албум                              |
| Като основен артист                         | Като основен артист | Като основен артист | Като основен артист | Като основен артист | Като основен артист | Като основен артист                |
| ------------------------------------------- | ------------------- | ------------------- | ------------------- | ------------------- | ------------------- | ---------------------------------- |
| Tell Me What Is Love                        | 2014                | 44                  | N/A                 | —                   | - KOR: 29 668       | Exology Chapter 1: The Lost Planet |
| For Life (English version)                  | 2019                | —                   | —                   | —                   | N/A                 | EXO PLANET #4 – The EℓyXiOn [dot]  |
| That's okay (괜찮아도 괜찮아)               | 2019                | 12                  | 19                  | 11                  | N/A                 | Non-album single                   |
| Колаборации                                 |                     |                     |                     |                     |                     |                                    |
| Tell Me (What Is Love) (with Yoo Young-jin) | 2016                | 12                  | N/A                 | 2                   | - KOR: 145 281      | S.M. Station Season 1              |
| Като представен артист                      |                     |                     |                     |                     |                     |                                    |
| Goodbye Summer (f(x) featuring D.O.)        | 2013                | 7                   | 26                  | —                   | - KOR: 292 583      | Pink Tape                          |
| Саундтракове                                |                     |                     |                     |                     |                     |                                    |
| Dear My Family (with SM Town)               | 2012                | —                   | —                   | —                   | N/A                 | I AM. OST                          |
| Scream                                      | 2014                | 22                  | N/A                 | —                   | - KOR: 79 688       | Cart OST                           |
| Don't Worry (with Jo Jung-suk)              | 2016                | 100                 | N/A                 | —                   | - KOR: 19 498       | My Annoying Brother OST            |

## Филмография

### Филми
| Година | Заглавие                              | Заглавие (на корейски) | Роля                  |
| ------ | ------------------------------------- | ---------------------- | --------------------- |
| 2014   | Cart                                  | 카트                   | Choi Tae-young        |
| 2016   | Pure Love                             | 순정                   | Beom-sil              |
| 2016   | My Annoying Brother                   | 형                     | Go Doo-young          |
| 2017   | Room No.7                             | 7호실                  | Tae-jung              |
| 2017   | Along with the Gods: The Two Worlds   | 신과함께-죄와 벌       | Private Won Dong-yeon |
| 2018   | Along with the Gods: The Last 49 Days | 신과함께-인과 연       | Private Won Dong-yeon |
| 2018   | Swing Kids                            | 스윙키즈               | Roh Ki-soo            |
| 2019   | Underdog                              | 언더독                 | Moongchi (voice)      |

### Телезионни сериали
| Година | Заглавие               | Заглавие (на корейски)  | Роля                   | Канал         | Бележки   |
| ------ | ---------------------- | ----------------------- | ---------------------- | ------------- | --------- |
| 2012   | To The Beautiful You   | 아름다운 그대에게       | Себе си                | SBS           | епизод 2  |
| 2014   | It's Okay, That's Love | 괜찮아, 사랑이야        | Han Kang-woo           | SBS           |           |
| 2015   | Exo Next Door          | 우리 옆집에 엑소가 산다 | Себе си (измислян)     | Naver TV Cast |           |
| 2015   | Hello Monster          | 너를 기억해             | teenage Lee Joon-young | KBS2          |           |
| 2016   | Be Positive            | 긍정이 체질             | Hwan-dong              | Naver TV Cast |           |
| 2018   | 100 Days My Prince     | 백일의 낭군님           | Won-deuk / Lee-yul     | tvN           |           |
| 2019   | Dear My Room           | 은주의방                |                        | O'live        | епизод 11 |

## Награди и номинации
| Година | Награждение                                     | Категория                        | Номинирана творба                     | Резултат  |
| ------ | ----------------------------------------------- | -------------------------------- | ------------------------------------- | --------- |
| 2014   | 16th Seoul International Youth Film Festival    | Best Young Actor                 | It's Okay, That's Love                | Спечелил  |
| 2014   | 3rd APAN Star Awards                            | Best New Actor                   | It's Okay, That's Love                | Спечелил  |
| 2015   | 51st Baeksang Arts Awards                       | Best New Actor (TV)              | It's Okay, That's Love                | Номениран |
| 2015   | 10th Max Movie Awards                           | Best New Actor                   | Cart                                  | Номениран |
| 2015   | 9th Asian Film Awards                           | Best Newcomer                    | Cart                                  | Номениран |
| 2015   | 52nd Grand Bell Awards                          | Best Supporting Actor            | Cart                                  | Номениран |
| 2015   | 52nd Grand Bell Awards                          | Popularity Award                 | Cart                                  | Номениран |
| 2016   | 11th Max Movie Awards                           | Rising Star Award                | N/A                                   | Спечелил  |
| 2016   | 52nd Baeksang Arts Awards                       | Most Popular Actor (Film)        | Pure Love                             | Спечелил  |
| 2017   | 53rd Baeksang Arts Awards                       | Best New Actor (Film)            | My Annoying Brother                   | Номениран |
| 2017   | 53rd Baeksang Arts Awards                       | Most Popular Actor (Film)        | My Annoying Brother                   | Спечелил  |
| 2017   | Korean Film Shining Star Awards                 | Newcomer Award (Film)            | My Annoying Brother                   | Спечелил  |
| 2017   | 13th JIMFF Awards                               | Star Award                       | My Annoying Brother                   | Спечелил  |
| 2017   | 38th Blue Dragon Film Awards                    | Best New Actor                   | My Annoying Brother                   | Спечелил  |
| 2017   | 2nd Asia Artist Awards                          | Popularity Award – Actor         | N/A                                   | Спечелил  |
| 2017   | 2nd International Film Festival & Awards, Macau | Talent Ambassador Award          | N/A                                   | Спечелил  |
| 2018   | 27th Buil Film Awards                           | Popular Star Award               | Along with the Gods: The Last 49 Days | Спечелил  |
| 2018   | 2nd The Seoul Awards                            | Popularity Award, Actor          | Along with the Gods: The Last 49 Days | Спечелил  |
| 2018   | 18th Director's Cut Awards                      | Best New Actor                   | Along with the Gods: The Last 49 Days | Спечелил  |
| 2018   | 3rd Dong-A.com's Pick                           | Next Generation Noteworthy Actor | N/A                                   | Спечелил  |
| 2019   | 55th Baeksang Arts Awards                       | Best V Live Popularity Award     | 100 Days My Prince                    | Спечелил  |
| 2019   | 14th Annual Soompi Awards                       | Best Actor of the Year           | 100 Days My Prince                    | Спечелил  |
| 2019   | 14th Annual Soompi Awards                       | Best Couple (с Нам Джи-хион)     | 100 Days My Prince                    | Спечелил  |
| 2019   | 2019 Brand of the Year Award                    | Best Male Acting Idol            | N/A                                   | Спечелил  |
| 2019   | 28th Buil Film Awards                           | Popular Star Award               | Swing Kids                            | Спечелил  |